# Fredrik Ohlsson (acteur)
Fredrik Ohlsson (Fredrik Valter Ola Ohlsson) (Ulricehamn, 12 juni 1931 – 18 november 2023) was een Zweeds acteur.

## Biografie
Ohlsson was acteur en regisseur, hij heeft in vele tv en musicalproducties gespeeld. Bij het grote publiek is Ohlsson voornamelijk bekend geworden als de vader van Tommy en Annika in de Pippi Langkous-films. Nadat hij afgestudeerd was bij de Witzankys Teaterskola in Stockholm (beter bekend als "Royal Academy of Dramatic Art"(RADA) vertrok Ohlsson naar Londen waar hij werd gevraagd voor een debutantenrol in Tesman i Hedda Gabler. In 1959 maakte hij zijn filmdebuut in de film Med fara för livet. In 1964 werd hij genomineerd voor zijn optreden in de musical Hur Andere musicalrollen die Ohlsson gespeeld heeft zijn Hemmel i Spöksonaten, Bryggmästaren i Audiens en Peter i Zoo Story på Dramaten.
Ohlsson overleed op 92-jarige leeftijd.

## Filmografie
| Jaartal | Film                                                       |
| ------- | ---------------------------------------------------------- |
| 2009    | Millennium                                                 |
| 2006    | Den enskilde medborgaren                                   |
| 2002    | Beck - Sista vittnet                                       |
| 2001    | Beck - Mannen utan ansikte                                 |
| 1997    | Selma & Johanna - en roadmovie                             |
| 1996    | Jerusalem                                                  |
| 1993    | Sökarna                                                    |
| 1988    | Råttornas vinter                                           |
| 1988    | P.S. sista sommaren                                        |
| 1984    | Jönssonligan får guldfeber                                 |
| 1980    | Madicken på Junibacken                                     |
| 1979    | Du är inte klok Madicken                                   |
| 1977    | Hærværk                                                    |
| 1973    | Här kommer Pippi Långstrump (Pippi zet de boel op stelten) |
| 1970    | På rymmen med Pippi Långstrump (Pippi in Taka-Tuka Land)   |
| 1970    | Pippi Långstrump på de sju haven (Pippi gaat aan boord)    |
| 1969    | Pippi Långstrump (Pippi Langkous)                          |
| 1968    | Het snö                                                    |
| 1962    | Siska - en kvinnobild                                      |
| 1959    | Himmel och pannkaka                                        |
| 1959    | Med fara för livet                                         |

## Tv-producties
| Jaartal | Productie                                |
| ------- | ---------------------------------------- |
| 2002    | Beck - Pojken i glaskulan                |
| 2002    | Beck - Annonsmannen                      |
| 2002    | Beck - Okänd avsändare                   |
| 2002    | Beck - Enslingen                         |
| 2001    | Beck - Kartellen                         |
| 2001    | Beck - Mannen utan ansikte               |
| 1997    | Snoken                                   |
| 1996    | Anna Holt - polis                        |
| 1995    | Saltkråkan                               |
| 1994    | Utmaningen                               |
| 1994    | Du bestämmer                             |
| 1992    | Rederiet                                 |
| 1987    | Varuhuset                                |
| 1986    | Beskyddarna                              |
| 1986    | Glasmästarna                             |
| 1985    | Hemma hoz                                |
| 1985    | Nya Dagbladet                            |
| 1983    | Spanarna                                 |
| 1982    | En flicka på halsen                      |
| 1982    | Amedée                                   |
| 1982    | Skulden                                  |
| 1980    | På banken                                |
| 1976    | Predikare-Lena                           |
| 1973    | Någonstans i Sverige                     |
| 1970    | Körsbärsträdgården                       |
| 1970    | Söderkåkar (televisieserie)              |
| 1969    | Pippi Långstrump (Pippi Langkous)        |
| 1965    | Niklassons                               |
| 1965    | Herr Dardanell och hans upptåg på landet |